# Autodidakta
Az autodidakta görög eredetű szó (szó szerint: „magát tanító”), jelentése: olyan ember, aki iskola nélkül, a saját erejéből sajátít el bizonyos ismereteket. Az autodidakta rendszerint az átlagosnál nagyobb önmotivációs és önképző (akarat)erővel bír.
A magyar autodidakta művészek Magyarországon egyedülálló, országos gyűjtőkörrel rendelkező gyűjteménye a Kecskeméti Katona József Múzeumban, a Magyar naiv művészek gyűjteményében tekinthető meg.

## Híres autodidakták

### Magyarok
- Lomb Kató
- Tihanyi Lajos
- Fellner Jakab
- Mosonyi Mihály
- Kassák Lajos
- Mándy Iván
- Jankovics Marcell
- Karácsony János
- Badiny Jós Ferenc

### Külföldiek
- Anton van Leeuwenhoek
- Spencer Reid
- Jean le Rond d’Alembert
- Mary Anning
- Manfred von Ardenne
- David Bailey
- George Boole
- Anton Bruckner
- Jean-François Champollion
- II. József
- Emma Cotta
- Michael Faraday
- Moshe Feldenkrais
- Le Corbusier
- Joszif Visszarionovics Sztálin
- Ludwig Mies van der Rohe
- Buckminster Fuller
- Vincent van Gogh
- Grimm fivérek
- Johann Wolfgang von Goethe
- Raoul Gunsbourg
- Oliver Heaviside
- William Herschel
- Gottfried Wilhelm Leibniz
- Abraham Lincoln
- Jay McShann
- Pierre-Joseph Proudhon
- Georg Schöbel
- Arnold Schönberg
- Fjodor Ivanovics Saljapin
- Cesare Siepi
- Bill Traylor
- Albert Uderzo
- Felix Wankel
- Joschka Fischer
- John Bunyan
- Charles Haddon Spurgeon
- Avril Lavigne
- Harry Partch
- John Cage
- Tadao Ando
- Richie Sambora
- Jacque Fresco